# Evenimentul zilei... și altele
Evenimentul zilei... și altele este un album lansat de Valeriu Sterian și Compania de Sunet în data de 7 iunie 1994. Acest material discografic marchează un punct de cotitură în cariera cantautorului român. Astfel, este ultimul dintr-o serie de trei albume cu mesaje protestatare la adresa societății românești post-revoluționare și a regimului politic din perioada în care președinte era Ion Iliescu. De asemenea, după acest disc, Sterian va abandona sunetele electrice ale rockului și va reveni treptat către folk. Exceptând primul cântec – „Reportaj”, care este de stil folk – Evenimentul zilei... și altele reprezintă momentul în care artistul se apropie cel mai mult de sunetul hard rock. Este ultimul album din cele trei la care își aduce aportul chitaristul solo Dan Cimpoeru. Produs în întregime de Compania de Sunet, reprezintă primul album al lui Vali Sterian înregistrat la „B’Inișor”, propriul studio al artistului. Conține baladele „Ploaia”, „În al nouălea cer”, „În loc de horoscop” – ultima fiind de fapt o refacere sub un nou titlu și cu alt text a piesei „Chip fără chip” cu care muzicianul a apărut în câteva secvențe din filmul Vulpe - vânător (1993, în regia lui Stere Gulea). Altă reochestrare inclusă pe album – de data aceasta fiind păstrat textul original – este „Amintire cu haiduci”, poate cea mai cunoscută piesă din întreg repertoriul artistului, compusă în 1976 și editată inițial într-o variantă folk, în 1978, pe o compilație Electrecord. Pe Evenimentul zilei... și altele, cântecul apare într-o orchestrație rock, această variantă devenind mai cunoscută decât cea originală. De-a lungul timpului, „Amintire cu haiduci” a fost prelucrată de alte formații românești în diferite stiluri. Trupa Raza (cu solista Elena Vasile și chitaristul George Pătrănoiu) a înregistrat în 2006 o variantă heavy metal, la care există și un videoclip. Grupul B.U.G. Mafia a refăcut piesa în stil hip-hop (2011), iar muzicuțistul și solistul Marcian Petrescu în stil blues (2023). Discul Evenimentul zilei... și altele a fost însoțit ulterior și de o ediție în format casetă audio. Aceasta include versiuni alternative pentru „Reportaj” (din care a fost tăiată o strofă) și „Constatare (un viol cât o viață)”, plus cinci piese suplimentare (ultima fiind de fapt un potpuriu format din interludiile „Mambo, regele negrilor”, „Pupăza-surpriză” și „Repar butoaie”).

## Piese
1. Reportaj
2. În al nouălea cer
3. Măi...
4. Amintire cu haiduci
5. Ploaia
6. Constatare (un viol cât o viață)
7. În loc de horoscop
8. Altă scrisoare deschisă
9. Corespondență din provincie (bonus casetă audio)
10. Mama-i numai una (bonus casetă audio)
11. Mica publicitate (bonus casetă audio)
12. Om ca oricare (bonus casetă audio)
13. ...și altele (bonus casetă audio)

Muzică și versuri: Valeriu Sterian

## Personal
- Valeriu Sterian – voce, chitară, muzicuță
- Dan Cimpoeru – chitară
- Mihai Petrescu – bas
- Radu Gheorghe – tobe
- Lucian Bucătaru – claviaturi

Înregistrări muzicale și mixaje realizate în studioul „B’Inișor”, București, 1994.
Procesare computerizată: Lucian Costiuc. Grafică: Sorin Minghiat. Foto: M. Hanciarec. Producător: Compania de Sunet S.R.L., București.
Albumul a fost reeditat în anul 1999 în format casetă audio de Compania de Sunet & Metropol Music.